# Trivia
Una trivia es información y datos que se consideran de poco valor.
El uso moderno del término trivia se remonta a la década de 1960, cuando los estudiantes universitarios introdujeron concursos de preguntas y respuestas en sus universidades. En 1982 se lanzó un juego de mesa, Trivial Pursuit, en la misma línea de estos concursos. Desde el comienzo de su uso moderno, se han establecido concursos de trivia en varios niveles académicos, así como en lugares informales como bares y restaurantes.

## Etimología latina
Los antiguos romanos usaban la palabra triviae para describir dónde un camino se dividía o se bifurcaba en dos. Triviae se formó a partir de tri (tres) y viae (caminos), que literalmente significa "tres caminos", y en el uso transferido "un lugar público" y de ahí el significado de "lugar común". El adjetivo latino triviālis en el latín clásico, además de su significado literal, podría tener el significado de "apropiado para la esquina, lugar común, vulgar". En el latín tardío, también podría significar simplemente "triple".
En el latín medieval, la trivia (singular trivium) pasó a referirse a la división inferior de las Artes Liberales: gramática, retórica y lógica. Éstos eran los temas de la educación básica y eran fundamentales para la cuadrivia de la educación superior: aritmética, geometría, música y astronomía.

## Uso
Trivialidades, fragmentos de información de poca importancia fue el título de un popular libro del aforista británico Logan Pearsall Smith (1865-1946), publicado por primera vez en 1902 pero popularizado en 1918 (al que le siguió More Trivia (Más trivialidades) en 1921 y una edición recopilada que incluía ambos en 1933). Consistía en ensayos breves a menudo relacionados con la observación de pequeñas cosas y momentos cotidianos. Trivia es el plural de trivium, «un lugar público». Por ello, Smith tradujo su forma adjetival, trivialis, como «lugar común».
En la versión de 1918 de su libro Trivia, Smith escribió:

Sé demasiado; he metido en mis intelectuales demasiados hechos de la historia y de la ciencia. Mis ojos se han nublado con los libros; creer en períodos geológicos, en habitantes de cuevas, en dinastías chinas y en estrellas fijas me ha envejecido prematuramente.

En la década de 1960, estudiantes universitarios nostálgicos y otras personas comenzaron a intercambiar informalmente preguntas y respuestas sobre la cultura popular de su juventud. El primer etiquetado documentado conocido de este juego de salón informal como "Trivia" fue en una columna del Columbia Daily Spectator publicada en febrero. 5, 1965. El autor, Ed Goodgold, inició entonces los primeros "concursos de trivia" organizados con la ayuda de Dan Carlinsky. Ed y Dan escribieron el libro Trivia (Dell, 1966), que alcanzó un puesto en la lista de los libros más vendidos del New York Times; el libro fue una extensión de los concursos de Columbia de la pareja y fue seguido por otros títulos de trivia de Goodgold y Carlinsky. En su segundo libro, More Trivial Trivia, los autores criticaron a quienes eran "tan indiscriminados como para confundir la flor de la trivialidad con la hierba de las minucias"; la trivialidad, escribieron, "se centra en tocar la fibra sensible", mientras que las minucias abordan preguntas tan poco evocadoras como "¿Cuál es el estado con el mayor consumo de gelatina?". El juego de mesa Trivial Pursuit se lanzó en 1982 y causó furor en Estados Unidos durante varios años.

## Competición organizada
El concurso de trivia actual más grande se lleva a cabo en Stevens Point, Wisconsin, en la estación de radio universitaria de la Universidad de Wisconsin-Stevens Point, WWSP 89.9 FM . Esta es una estación comunitaria dirigida por estudiantes con 30.000 vatios de potencia y un radio de aproximadamente 65 millas (104,6 km), y el concurso sirve para recaudar fondos para la estación. El concurso está abierto a todo el mundo y se juega en abril de cada año durante 54 horas durante un fin de semana con ocho preguntas cada hora. Normalmente hay 400 equipos con entre 1 y 150 jugadores. Los diez mejores equipos reciben trofeos. A partir de 2022, el concurso se encuentra en su 52.ª edición.
Los dos concursos de trivia continuos más largos del mundo fueron el Gran Concurso de Trivia del Medio Oeste en la Universidad de Lawrence y el Concurso de Trivia Williams, que debutaron en1966. Lawrence organiza su concurso anualmente. Excepcionalmente, Williams tiene una competencia separada para cada semestre, y por eso su juego número 84 tuvo lugar en mayo de 2008.
El University of Colorado Trivia Bowl fue un concurso principalmente estudiantil que consistía en un torneo de eliminación simple basado en el GE College Bowl.
Hoy en día, muchos bares y restaurantes organizan noches de trivia semanales en un esfuerzo por atraer a más clientes, especialmente durante las noches de semana.